# Almire Breteau
Pour les articles homonymes, voir Breteau (homonymie).
Almire Breteau est un homme politique français né le 28 mai 1862 à Tresson (Sarthe) et décédé le 6 juillet 1930  au Mans (Sarthe). Il était fils d'Almire Félix Breteau et d'Augustine Florentine Soulard.

## Biographie
Médecin, il est maire de Bouloire de 1890 à 1919, et conseiller général du canton de Bouloire de 1895 à 1930. En 1924, il est élu député sur la liste du Cartel des gauches et s'inscrit au groupe radical-socialiste. Il est élu sénateur en 1927 et s'inscrit à la Gauche démocratique. Dans les deux assemblées, il siège à la commission de l'hygiène. Il meurt en cours de mandat.
Il milite pour l'installation de sanatorium : ceux de Villiers-Saint-Denis et de La Musse ouvrent ainsi en 1930 et 1932.

## Sources
- Ressources relatives à la vie publique :   - base Léonore
  - Sénat
  - Base Sycomore
- « Almire Breteau », dans le Dictionnaire des parlementaires français (1889-1940), sous la direction de Jean Jolly, PUF, 1960 [détail de l’édition]